# All My Life (пісня Lil Durk)
«All My Life» — другий сингл американського репера Lil Durk з його восьмого студійного альбому Almost Healed, виданий Alamo Records 12 травня 2023 р. Пісня здобула нагороду «Найкраще мелодійне реп-виконання» на 66-й церемонії «Ґреммі», ставши першою Ґреммі для Дерка й другою для Джей Коула. 13 жовтня 2023 року вийшов сингл «All My Life (Remixes)».

## Передісторія
20 квітня 2023 року в інтерв'ю XXL Дерк розповів про пісню й свою співпрацю з Коулом над нею: 
Безумовно, у мене є Джей Коул на «All My Life». Це просто реп, який показує, через що я пройшов. Що я робив останнім часом. Намагаючися змінити себе. Dr. Luke спродюсував її. Ми намагалися з'ясувати, кого би було краще додати до неї. Тому що це одна з тих пісень, де якщо другий куплет виконує не та людина… Я вважаю, що Коул може привнести ту енергію, яку я шукаю. Тож якби це був не Джей Коул, то це був би [Каньє], але Є, він кудись подівся.
У день релізу пісні Дерк дав інтерв'ю наживо для Complex, в якому розповів про роботу з Коулом, під час якої виконавець відчув, що «він засмалив мою дупу на цьому треці […]», додавши, що «таке рідко трапляється». Рівно за десять днів до релізу синглу Дерк виклав відео, зафільмоване Коулом під час знімання кліпу, в якому їм акомпанували діти, що співали приспів — саме так, як це є в офіційній версії.

## Опис
На «All My Life» Дерк змінив свій звичайний енергійний дриловий стиль на більш інтроспективний, що вважалося відходом від його звичайного стилю музики. Пісня містить незазначений вокал молодого хору, що звучить коли Дерк читає про критику, з якою йому довелося зіткнутися: «I decided I had to finish, but the media called me a menace / I done sat with the mayor and politicians, I'm tryna change the image / You can't blame my past no more, I come from the trenches». Він читає про зміни в суспільстві й спільнотах, зачіпаючи теми вживання наркотиків, сплати аліментів та бажання дітей пошкодити себе, розповідаючи про те, що він останнім часом намагається зробити, щоб допомогти світу змінитися на краще. Коул читає про те, як молоді репери помирають, не досягнувши великого рівня слави.

## Відеокліп
Прем'єра сталася того ж дня, що й пісня, 12 травня 2023 року. Режисер: Стів Кеннон. У ньому знялися Дерка та Коул із хором дітей, які виконують приспів. Репери стоять на ґанку, танцюють на подвір'ї та грають у м'яча з деякими дітьми.

## Список пісень
Оригінал
| #  | Назва                            | Тривалість |
| -- | -------------------------------- | ---------- |
| 1. | «All My Life» (з участю J. Cole) | 3:43       |

«All My Life (Remixes)»
| #     | Назва                                               | Тривалість |
| ----- | --------------------------------------------------- | ---------- |
| 1.    | «All My Life» (разом із J. Cole з участю Burna Boy) | 4:24       |
| 2.    | «All My Life» (з участю Stray Kids)                 | 3:37       |
| 3.    | «All My Life» (з участю J. Cole)                    | 3:43       |
| 11:44 |                                                     |            |

## Чартові позиції

### Тижневі
| Чарт (2023-2024)                          | Найвища позиція |
| ----------------------------------------- | --------------- |
| Австралія (ARIA)                          | 9               |
| Australia Hip Hop/R&B (ARIA)              | 4               |
| Канада (Canadian Hot 100)                 | 8               |
| Німеччина (Media Control AG)              | 97              |
| Billboard Global 200                      | 7               |
| Ірландія (IRMA)                           | 22              |
| Japan Hot Overseas (Billboard Japan)      | 5               |
| Литва (AGATA)                             | 88              |
| Нідерланди (Mega Single Top 100)          | 73              |
| Нова Зеландія (RIANZ)                     | 10              |
| Nigeria Top 100 (TurnTable)               | 11              |
| Nigeria Hip-Hop/Rap Songs (TurnTable)     | 1               |
| Португалія (AFP)                          | 184             |
| Russia Airplay (Tophit)                   | 32              |
| Південна Африка (TOSAC)                   | 2               |
| Швеція (Sverigetopplistan)                | 73              |
| Швейцарія (Media Control AG)              | 69              |
| Велика Британія (Official Charts Company) | 14              |
| Велика Британія (UK R&B Chart)            | 4               |
| США (Billboard Hot 100)                   | 2               |
| США (Adult Top 40) (Billboard)            | 38              |
| США (Hot R&B/Hip-Hop Songs) (Billboard)   | 1               |
| США (Mainstream Top 40) (Billboard)       | 9               |
| США (Rhythmic) (Billboard)                | 1               |

### Місячні
| Чарт (2023)             | Позиція |
| ----------------------- | ------- |
| Russia Airplay (TopHit) | 36      |

### Річні
| Чарт (2023)                          | Позиція |
| ------------------------------------ | ------- |
| Канада (Canadian Hot 100)            | 49      |
| Global 200 (Billboard)               | 110     |
| Russia Airplay (TopHit)              | 82      |
| US Billboard Hot 100                 | 25      |
| US Hot R&B/Hip-Hop Songs (Billboard) | 8       |
| US Mainstream Top 40 (Billboard)     | 36      |
| US Rhythmic (Billboard)              | 8       |

## Сертифікації
| Регіон                                                      | Сертифікація  | Продажі   |
| ----------------------------------------------------------- | ------------- | --------- |
| Австралія (ARIA)                                            | Платиновий    | 70 000    |
| Бразилія (ABPD)                                             | Золотий       | 20 000    |
| Канада (Music Canada)                                       | 2× Платиновий | 160 000   |
| Велика Британія (BPI)                                       | Срібний       | 200 000   |
| США (RIAA)                                                  | 2× Платиновий | 2 000 000 |
| продажі+прослуховування, що базуються лише на сертифікаціях |               |           |

## Історія виходу
| Реґіон | Дата           | Формат(и)                    | Версія   | Лейбл(и)                   | Посилання |
| ------ | -------------- | ---------------------------- | -------- | -------------------------- | --------- |
| Різні  | 12 травня 2023 | Завантаження музики стрімінґ | Оригінал | Only the Family Alamo Sony | [ 6 ]     |
| США    | 30 травня 2023 | Contemporary hit radio       | Оригінал | Alamo                      | [ 49 ]    |
| Різні  | 13 жовтня 2023 | Завантаження музики стрімінґ | Ремікси  | Only the Family Alamo Sony | [ 50 ]    |